# Sándor Takács
Sándor Takács, nato Károly Sydlauer (Miskolc, 10 febbraio 1893 – Budapest, 22 aprile 1932), è stato uno scacchista ungherese.

## Biografia
Proveniente da una famiglia benestante, studiò all'Università di Budapest, dove seguiva un corso di orientalistica, ma dovette interrompere gli studi per l'inizio della prima guerra mondiale, a cui partecipò con l'Austria-Ungheria. Durante la guerra fu gravemente ferito ad un polmone, dando inizio ad una malattia da cui non guarì mai completamente.
Al termine della guerra si dedicò ad una carriera negli scacchi, diventando uno dei più forti giocatori ungherese degli anni Venti. Nel 1926 fu pari terzo con Ernst Grünfeld e Hans Kmoch a Budapest (primo torneo internazionale ungherese organizzato dalla FIDE). Nel 1928 vinse a Vienna alla pari con Grünfeld. Nel 1928/29 vinse, alla pari con Edgar Colle e Frank Marshall, il tradizionale torneo di Hastings.
Altri buoni risultati furono il 6º posto su 14 concorrenti nel torneo di Merano 1924 (vinto da Grünfeld), il 5º posto a Kecskemét 1927, il 3º posto a Rogaška Slatina 1929 (in cui batté il vincitore del torneo Akiba Rubinstein). Nel 1930 fu 2º-3º ad Anversa dietro a Salo Flohr.
Nel 1930 Takács partecipò con la nazionale ungherese, in 2ª scacchiera, alle Olimpiadi di Amburgo. L'Ungheria si classificò seconda dietro alla Polonia, vincendo la medaglia d'argento.
Trascorse i suoi due ultimi anni di vita nei Paesi Bassi e in Belgio, dove partecipò a diversi tornei. Morì a Budapest a soli 39 anni in seguito ad una malattia derivante dalle ferite subìte durante la guerra.